# Albersweiler
Albersweiler település Németországban, Rajna-vidék-Pfalz tartományban. Lakosainak száma 1976 fő (2023. december 31.).

## Népesség
A település népességének változása:
| Lakosok száma | 2205 | 1922 | 1935 | 1983 | 1997 | 1976 |
|               | 1975 | 2017 | 2019 | 2021 | 2022 | 2023 |